# マリオ・レゲイロ
マリオ・レゲイロ（Mario Regueiro, 1978年9月14日 - ）は、ウルグアイの首都モンテビデオ出身、元同国代表サッカー選手。デフェンソール・スポルティング所属。アフリカ系ウルグアイ人。
縦に相手を抜き去りサイドライン際からクロスを上げる、あるいはゴールに向かって切れ込む、というスピードを生かしたプレーを得意とする。

## 来歴
バレンシアCF移籍後はビセンテ・ロドリゲスの負傷により多くの出場機会を得るが、決定機をことごとく外すために監督の信頼を失い、2005-06シーズン終了時の放出リストに載っているとまで噂されてしまう。しかし、シーズン終了間際に大車輪の活躍を見せ、ホアキン・サンチェスとのトレード要員にされることもなく無事残留。そのため、常に追い込んだ方が力を発揮するのではとファンに噂されている。2006-07シーズンはビセンテ、ダビド・シルバ、ハイメ・ガビランらとの熾烈なポジション争いが予想されたが、第13節レクレアティーボ・ウェルバ戦にて左膝前十字靱帯を損傷した。
2007-08シーズンはレアル・ムルシアへレンタル移籍し、シーズン終了後にアリス・テッサロニキへ3年契約で移籍した。だが1年で契約を解除し、ナシオナル・モンテビデオへ復帰。2010年7月、アルゼンチンのCAラヌースへ移籍。

## 所属クラブ
- CAセロ 1996-1998
- ナシオナル・モンテビデオ 1998-2000
- ラシン・サンタンデール 2000-2005
- バレンシアCF 2005-2008

→  レアル・ムルシア 2007-2008 (loan)
- アリスFC 2008-2009
- ナシオナル・モンテビデオ 2009-2010
- CAラヌース 2010-2013
- ラシン・クルブ 2013
- デフェンソール・スポルティング 2014-2015

## 代表歴

### 出場大会
- ウルグアイ代表
  - 2002 FIFAワールドカップ

### 試合数
- 国際Aマッチ 29試合 1得点（2000年-2007年）[1]

| ウルグアイ代表 | 国際Aマッチ | 国際Aマッチ |
| 年             | 出場        | 得点        |
| -------------- | ----------- | ----------- |
| 2000           | 2           | 0           |
| 2001           | 7           | 0           |
| 2002           | 7           | 0           |
| 2003           | 3           | 0           |
| 2004           | 1           | 0           |
| 2005           | 6           | 1           |
| 2006           | 2           | 0           |
| 2007           | 1           | 0           |
| 通算           | 29          | 1           |